# Knudsker (parochie)
Knudsker is een parochie van de Deense Volkskerk in de Deense gemeente Bornholm. De parochie maakt deel uit van het bisdom Kopenhagen en telt 2527 kerkleden op een bevolking van 2835 (2004). De parochie was tot 1970 deel van Vester Herred.